# Coppa Italia di Serie B (calcio a 5)
La Coppa Italia di Serie B è una competizione calcettistica italiana organizzata dalla Divisione Calcio a 5, a cui partecipano alcune squadre iscritte al campionato di Serie B. Sebbene abbia un valore puramente "onorifico" - il vincitore non ricava alcun beneficio sportivo - è per importanza la terza Coppa nazionale.
La formula del torneo è variata molto negli anni, così come il numero di società partecipanti. Inizialmente vi prendevano parte tutte le squadre della categoria (84 squadre) ma dalla stagione 2010-11 essa è stata riservata alle quattro migliori classificate di ogni girone della Serie B al termine del girone di andata (24 squadre). Con l'istituzione del girone G, nella stagione 2015-16 il numero di partecipanti è tornato a crescere, fissandosi a 32 unità. Per quanto riguarda la formula, essa è variata in funzione delle fluttuazioni nell'organico della Serie B, adeguandosi inoltre alle modifiche apportate alle Coppe Italia di Serie A e Serie A2. La fase finale, articolata da sempre in gare a eliminazione diretta disputate in una sede unica, era inizialmente limitata alle due semifinali e alla finale (final four) ma, dalla stagione 2008-09 è stata allargata ai quarti di finale (final eight). L'unica eccezione è rappresentata dall'edizione 2002-03, caratterizzata da una finale in gara unica disputata su un campo neutro mentre i turni precedenti erano articolati in gare di andata e ritorno. L'edizione 2017-18 segna il ritorno alla formula iniziale: vi partecipano tutte le società di Serie B.

## Partecipanti
L'unica squadra ad aver vinto il trofeo per due volte è l'Itria; le sole altre squadre a esserci andate vicine sono l'Arzignano e la Reggiana, le quali - già vittoriose in una precedente edizione - furono sconfitte nella seconda finale a cui parteciparono. Essendo la partecipazione limitata alle migliori formazioni della categoria, va tuttavia sottolineato che spesso il vincitore della Coppa è stato promosso in Serie A2 nella medesima stagione e dunque non ha potuto difendere il titolo conquistato.

### Fase finale

#### Final eight
Sono 100 le società ad aver preso parte alla fase finale delle 15 edizioni della Coppa Italia di Serie B disputate con la formula della final eight a partire dalla stagione 2008-09 alla stagione 2022-23 (l'asterisco indica la vittoria del trofeo).
- 3 edizioni: Aosta, Carrè Chiuppano, Thiene Zanè
- 2 edizioni: Aquile Molfetta, Barletta, CAME Treviso, CUS Ancona, Forlì, Itria**, New Team FVG, Poggibonsese, Pordenone, Porto San Giorgio, Real Cornaredo, Reggiana*, Odissea 2000*, Sammichele
- 1 edizione: Acireale, Aloha, Altamarca, Angelana, Arzignano, Assoporto Melilli, Barletta Futsal, Benevento, Bergamo, Bernarda, Brillante Torrino, Bubi Merano, Canottieri Lazio*, Carlisport Ariccia, Carmagnola, Carmenta, Catanzaro Futsal, CDM Genova, Cesena, Ciampino Anni Nuovi, Cioli AV, Città di Cosenza, Città di Massa, Città di Palermo, Civis Colleferro, Cobà, Cogianco, CUS Molise, Domus Bresso, Elmas, EUR Massimo*, Giovinazzo, Gragnano, FFC Cagliari, Imola, Imolese, Isernia, Italpol, Junior Domitia, Lamezia, Latina, LCF Martina*, Lecco, Licogest Vibo, Lido di Ostia, Loreto Aprutino, Maritime*, Meta Catania, MGM2000, Modena-Cavezzo, Montecastelli, Montesicuro Tre Colli, Montesilvano*, Olimpiadi, Olympia Rovereto, OR Reggio Emilia*, Orte, Ossi, Palestrina, Petrarca*, Paolo Agus*, Policoro, Portos, Potenza, Prato Rinaldo, Pro Capoterra, Real Dem, Real Monturano, Real Rogit, Real San Giuseppe*, Recanati, Ruvo, Saints Pagnano, Salaria Sport Village, Sangiovannese, Scafati-Santa Maria, Sporting Hornets, Sporting Venafro, Tombesi, Toniolo Milano, Vicenza, Villafranca Tirrena, Ciampino

#### Final four
Sono 33 le società ad aver preso parte alla fase finale delle 9 edizioni della Coppa Italia di Serie B disputate con la formula della final four a partire dalla stagione 1998-99 alla stagione 2007-08 (l'asterisco indica la vittoria del trofeo).
- 2 edizioni: Palermo Futsal, San Michele, Team Matera*
- 1 edizione:  Aosta, Arzignano*, Atlante Grosseto, Azzurra Sant'Alfonso, Belluno*, Bergamo, Bisceglie*, Cadoneghe, Cerbara, Ciampino, Cinecittà, Divino Amore, Polisportiva Giampaoli, Gragnano*, Gruppo Fassina, Imola, Kaos, Lido di Roma, Luparense*, Modugno, Palextra Fano, Perugia*, Polignano*, Pomezia, Pro Scicli*, Rio Ceccano, SF Putignano, Toniolo Milano, Tre Colli, Treviso

#### Totale
Sono 124 le società ad aver preso parte alla fase finale delle 24 edizioni della Coppa Italia di Serie B a partire dalla stagione 1998-99 alla stagione 2022-23, esclusa la stagione 2002-03 disputata con una formula diversa (l'asterisco indica la vittoria del trofeo).
- 4 edizioni: Aosta
- 3 edizioni: Carrè Chiuppano, Thiene Zanè
- 2 edizioni: Aquile Molfetta, Arzignano*, Barletta, Bergamo, CAME Treviso, CUS Ancona, Forlì, Gragnano*, Gruppo Fassina, Imola, Itria**, Montesicuro Tre Colli, New Team FVG, Palermo Futsal, Poggibonsese, Pordenone, Porto San Giorgio, Real Cornaredo, Reggiana*, Odissea 2000*, San Michele, Sammichele, Team Matera*, Toniolo Milano
- 1 edizione: Acireale, Aloha, Altamarca, Angelana, Assoporto Melilli, Ciampino, Ciampino Anni Nuovi, Atlante Grosseto, Azzurra Sant'Alfonso, Barletta Futsal, Belluno*, Benevento, Bernalda, Bisceglie*, Brillante Torrino, Bubi Merano, Cadoneghe, Canottieri Lazio*, Carlisport Ariccia, Carmagnola, Carmenta, Catanzaro Futsal, CDM Genova, Cesena, Cerbara, Cinecittà, Cioli AV, Città di Cosenza, Città di Massa, Città di Palermo, Civis Colleferro, Cobà, Cogianco*, CUS Molise, Divino Amore, Domus Bresso, Elmas, EUR Massimo*, Polisportiva Giampaoli, Giovinazzo, FFC Cagliari, Imolese, Isernia, Italpol, Junior Domitia, Kaos, Lamezia, Latina, LCF Martina*, Lecco, Licogest Vibo, Lido di Ostia, Lido di Roma, Loreto Aprutino, Luparense*, Maritime*, Meta Catania, MGM2000, Modena-Cavezzo, Modugno, Montecastelli, Montesilvano*, Olimpiadi, Olympia Rovereto, OR Reggio Emilia*, Orte, Ossi, Palestrina, Paolo Agus*, Palextra Fano, Perugia*, Petrarca*, Policoro, Polignano*, Pomezia, Portos, Potenza, Prato Rinaldo, Pro Capoterra, Pro Scicli*, Real Dem, Real Monturano, Real Rogit, Real San Giuseppe*, Recanati, Rio Ceccano, Ruvo, Saints Pagnano, Salaria Sport Village, Sangiovannese, Scafati-Santa Maria, SF Putignano, Sporting Hornets, Sporting Venafro, Tombesi, Toniolo Milano, Treviso, Vicenza, Villafranca Tirrena, Ciampino

## Albo d'oro
| Edizione  | Vincitore                                                  | Finalista                                                  | Note                                                       | Note                                                       | Note              | Note                                      |
| Edizione  | Vincitore                                                  | Finalista                                                  | Città                                                      | Impianto                                                   | Data              | Risultato                                 |
| --------- | ---------------------------------------------------------- | ---------------------------------------------------------- | ---------------------------------------------------------- | ---------------------------------------------------------- | ----------------- | ----------------------------------------- |
| 1998-99   | Arzignano                                                  | Ciampino                                                   | Ancona                                                     | PalaRossini                                                | 2 aprile 1999     | Arzignano — Ciampino 11-6                 |
| 1999-2000 | Perugia                                                    | Lido di Roma                                               | Perugia                                                    | PalaEvangelisti                                            | 18 marzo 2000     | Perugia — Lido di Roma 9-5                |
| 2000-01   | Luparense                                                  | Ceccano                                                    | San Martino di Lupari                                      | Palazzetto dello sport                                     | 18 marzo 2001     | Luparense — Rio Ceccano 9-2               |
| 2001-02   | Team Matera                                                | Cadoneghe                                                  | Prato                                                      | PalaPrato                                                  | 3 marzo 2002      | Team Matera — Cadoneghe 2-1               |
| 2002-03   | Giemme                                                     | San Michele                                                | San Lazzaro di Savena                                      | PalaSavena                                                 | 8 aprile 2003     | Giemme — San Michele 4-3                  |
| 2003-04   | Bisceglie                                                  | Palextra Fano                                              | Bisceglie                                                  | PalaDolmen                                                 | 30 aprile 2004    | Bisceglie — Palextra 4-1                  |
| 2004-05   | Pro Scicli                                                 | Cinecittà                                                  | Imola                                                      | Palestra Cavina                                            | 22 marzo 2005     | Pro Scicli — Cinecittà 6-5 d.c.r.         |
| 2005-06   | Belluno                                                    | Divino Amore                                               | Belluno                                                    | PalaLambioi                                                | 11 marzo 2006     | Belluno — Divino Amore 8-3                |
| 2006-07   | Gragnano                                                   | Atlante Grosseto                                           | San Lazzaro di Savena                                      | PalaSavena                                                 | 27 febbraio 2007  | Gragnano — Atlante 2-0                    |
| 2007-08   | Polignano                                                  | Azzurra Sant’Alfonso                                       | Mareno di Piave                                            | Palazzetto dello sport                                     | 23 febbraio 2008  | Polignano — Azzurra Sant’Alfonso 5-2      |
| 2008-09   | Reggiana                                                   | Licogest Vibo                                              | Cercola                                                    | Palazzetto dello sport                                     | 31 gennaio 2009   | Reggiana — Vibo 6-0                       |
| 2009-10   | Cogianco                                                   | Poggibonsese                                               | Genzano di Roma                                            | PalaCesaroni                                               | 2 aprile 2010     | Cogianco — Poggibonsese 5-3 d.t.s.        |
| 2010-11   | Canottieri Lazio                                           | Reggiana                                                   | Roma                                                       | FutsalArena                                                | 19 marzo 2011     | Canottieri Lazio — Reggiana 8-1           |
| 2011-12   | LCF Martina                                                | Zanè Vicenza                                               | Rieti                                                      | PalaMalfatti                                               | 29 settembre 2012 | LCF Martina — Zanè Vicenza 6-3            |
| 2012-13   | Paolo Agus                                                 | CAME Treviso                                               | Porto San Giorgio                                          | PalaSavelli                                                | 14 aprile 2013    | Sestu — CAME Dosson 7-4                   |
| 2013-14   | Montesilvano                                               | Arzignano                                                  | Policoro                                                   | PalaErcole                                                 | 13 aprile 2014    | Montesilvano — Arzignano 4-3              |
| 2014-15   | Cisternino                                                 | Meta                                                       | Zanè                                                       | Palazzetto dello sport                                     | 12 aprile 2015    | Cisternino — Meta 8-0                     |
| 2015-16   | Odissea 2000                                               | Barletta                                                   | Barletta                                                   | PalaDisfida                                                | 20 marzo 2016     | Odissea 2000 — Barletta 4-3               |
| 2016-17   | Maritime                                                   | Barletta Futsal                                            | Augusta                                                    | PalaJonio                                                  | 19 marzo 2017     | Maritime — Barletta Futsal 5-1            |
| 2017-18   | Petrarca                                                   | Virtus Aniene 3Z                                           | Padova                                                     | PalaGozzano                                                | 31 marzo 2018     | Petrarca — Virtus Aniene 3Z 3-2           |
| 2018-19   | Real San Giuseppe                                          | Città di Massa                                             | Campobasso                                                 | PalaUnimol                                                 | 10 marzo 2019     | Real San Giuseppe — Città di Massa 8-4    |
| 2019-20   | Non assegnata a causa della pandemia di COVID-19 in Italia | Non assegnata a causa della pandemia di COVID-19 in Italia | Non assegnata a causa della pandemia di COVID-19 in Italia | Non assegnata a causa della pandemia di COVID-19 in Italia | 22 marzo 2020     |                                           |
| 2020-21   | EUR Massimo                                                | Aquile Molfetta                                            | Porto San Giorgio                                          | PalaSavelli                                                | 2 maggio 2021     | EUR Massimo — Aquile Molfetta 4-3         |
| 2021-22   | Itria (2º titolo)                                          | Cesena                                                     | Policoro                                                   | PalaErcole                                                 | 2 aprile 2022     | Cesena — Itria 2-3                        |
| 2022-23   | OR Reggio Emilia                                           | Cioli AV                                                   | Porto San Giorgio                                          | PalaSavelli                                                | 19 marzo 2023     | Cioli AV — OR Reggio Emilia 2-6           |
| 2023-24   | Futsal Mazara                                              | Energy Saving Futsal                                       | Policoro                                                   | Palaercole                                                 | 30 marzo 2024     | Futsal Mazara — Energy Saving Futsal 3-2  |
| 2024-25   | Futsal Villorba                                            | Marsala Futsal 2012                                        | Jesi                                                       | PalaTriccoli                                               | 23 marzo 2025     | Futsal Villorba — Marsala Futsal 2012 6-3 |
| 2025-26   |                                                            |                                                            |                                                            |                                                            |                   |                                           |

## Vittorie per squadra
| Titoli | Squadra           | Edizione   |
| ------ | ----------------- | ---------- |
| 2      | Itria             | 2015, 2022 |
| 1      | Arzignano         | 1999       |
| 1      | Perugia           | 2000       |
| 1      | Luparense         | 2001       |
| 1      | Team Matera       | 2002       |
| 1      | Giemme            | 2003       |
| 1      | Bisceglie         | 2004       |
| 1      | Pro Scicli        | 2005       |
| 1      | Belluno           | 2006       |
| 1      | Gragnano          | 2007       |
| 1      | Polignano         | 2008       |
| 1      | Reggiana          | 2009       |
| 1      | Cogianco          | 2010       |
| 1      | Canottieri Lazio  | 2011       |
| 1      | LCF Martina       | 2012       |
| 1      | Paolo Agus        | 2013       |
| 1      | Montesilvano      | 2014       |
| 1      | Odissea 2000      | 2016       |
| 1      | Maritime          | 2017       |
| 1      | Petrarca          | 2018       |
| 1      | Real San Giuseppe | 2019       |
| 1      | EUR Massimo       | 2021       |
| 1      | OR Reggio Emilia  | 2023       |
| 1      | Mazara            | 2024       |
| 1      | Villorba          | 2025       |

## Albo d'oro per Regioni
| Regione        | Titoli | Anni                                        |
| -------------- | ------ | ------------------------------------------- |
| Puglia         | 5      | 2003-04, 2007-08, 2011-12, 2014-15, 2021-22 |
| Veneto         | 5      | 1998-99, 2000-01, 2005-06, 2017-18, 2024-25 |
| Emilia-Romagna | 3      | 2002-03, 2008-09, 2022-23                   |
| Lazio          | 3      | 2009-10, 2010-11, 2020-21                   |
| Sicilia        | 3      | 2004-05, 2016-17, 2023-24                   |
| Campania       | 2      | 2006-07, 2018-19                            |
| Umbria         | 1      | 1999-00                                     |
| Basilicata     | 1      | 2001-02                                     |
| Sardegna       | 1      | 2012-13                                     |
| Abruzzo        | 1      | 2013-14                                     |
| Calabria       | 1      | 2015-16                                     |